# Grosse Tête
Grosse Tête – wieś w Stanach Zjednoczonych, w stanie Luizjana, w parafii Iberville.